# Vojno-povijesni muzej u Beču
Vojno-povijesni muzej (Heeresgeschichtliches Museum) u Beču građen je po planovima Théophila Hansena, i prikazuje eksponate iz povijesti austrijskih oružanih snaga od 16. stoljeća do danas. Muzej je smješten u zgradi vojnog kompleksa poznatoj kao arsenal.
Smatra se da je najstariji muzej u Beču, i već od 1869. godine javno je dostupan.
Muzej se prostire na dvije etaže, a izložene su zbirke od vremena turske opsade Beča 1683., Francuske revolucije i Napoleonskih ratova. Muzej je smješten u Ghegastraße i Arsenalstraße.
U muzeju je izložen i automobil u kojem je 28. lipanja 1914. ubijen nadvojvoda Franjo Ferdinand te njegova uniforma.
Zanimljiv je i prikaz hrvatskog konjanika iz Tridesetogodišnjeg rata.

## Zapovjednička dvorana
U unutrašnjosti Vojno-povijesnoga muzeja vidljiva je nakana cara Franje Josipa da stvori zgradu, ne samo za zbirku carskoga oružja, nego povrh svega za očuvnje spomena i slave Carske vojske na veličanstven način. U Zapovjedničkoj dvorani (Feldherrenhalle) nalazi se tako 56 kipova "najpoznatijih, vječnoga nasljedovanja dostojnih austrijskih ratnika i vojskovođa", kako su opisani u carskoj odluci od 28. veljače 1863.
Svi su kipovi izrađeni od Carrara mramora i jednako visoki, točno 186 cm. Imena i biografski podatci nalaze se na pločama smještenim iznad svakoga kupa, dok na podnožju kipova stoje imena jednoga od 32 umjetnika koji su ih izradili, datum postavljanja i ime pokrovitelja koji je platio za kip. Polovicu troškova snosio je osobno car Franjo Josip, a ostatak su financirali privatni pokrovitelji, koji su često bili potomci pojedinih vojskovođa. Kronološko razdoblje prikazanih vojskovođa ide od austrijskoga markgrofa Leopolda I., do grofa Jelačića Bužimskoga.

### Popis kipova u Zapovjedničkoj dvorani
- markgrof Leopold I. (c. 940.-994.)
- vojvoda Heinrich II. (1107. – 1177.)
- vojvoda Leopold V. (1157. – 1194.)
- vojvoda Fridrik II. (1211. – 1246.)
- kralj Rudolf I. (1218. – 1291.)
- kralj Albert I. (1255.–1308.)
- vojvoda Leopold I. (1290.–1326.)
- Janko Hunjadi (1387.–1456.)
- Andreas Baumkircher (1420.–1471.)
- Johann Giskra von Brandeis (c. 1400.-1469./1470.)
- car Maksimilijan I. (1459.–1519.)
- Niklas grof Salm (1459.–1530.)
- Georg von Frundsberg (1473.–1528.)
- Wilhelm von Roggendorf (1481.–1541.)
- car Karlo V. (1500.–1558.)
- Nikola Šubić Zrinski (1508.–1566.)
- Herbard VIII. von Auersperg (1528.–1575.)
- Lazarus von Schwendi (1522.–1583.)
- Adolf von Schwarzenberg (1551.–1600.)
- Johann ’t Serclaes grof von Tilly (1559.–1632.)
- Heinrich Duval, grof von Dampierre (1580.–1620.)
- Charles Bonaventure de Longueval, grof de Bucquoy (1571.–1621.)
- Albrecht Wenzel Eusebius von Wallenstein (1583.–1634.)
- Matthias grof von Gallas (1588.–1647.)
- Johann grof von Aldringen (1588.–1634.)
- Gottfried Heinrich grof zu Pappenheim (1594.–1632.)
- Johann grof von Sporck (1600.–1679.)
- Johann grof von Werth (1591.–1652.)
- car Ferdinand III. (1608.–1657.)
- Raimondo grof Montecuccoli (1609.–1680.)
- nadvojvoda Leopold Wilhelm (1614.–1662.)
- Friedrich grof Veterani (1650.–1695.)
- grof Ernst Rüdiger von Starhemberg (1638.–1701.)
- vojvoda Karlo V. Lotarinški (1643.–1690.)
- markgrof Ludwig Wilhelm von Baden-Baden (1655.–1707.)
- grof Guido von Starhemberg (1657.–1737.)
- princ Eugen Savojski (1663.–1736.)
- Ivan grof Pálffy von Erdöd (1664.–1751.)
- Otto Ferdinand grof von Abensperg und Traun (1677.–1748.)
- Ludwig Andreas grof von Khevenhüller (1683.–1744.)
- Josip Wenzel knez Liechtenstein (1696.–1772.)
- Maximilian Ulysses grof Browne (1705.–1757.)
- Leopold Joseph grof von Daun (1705.–1766.)
- Franz Leopold von Nádasdy (1708.–1783.)
- Dagobert Sigmund grof von Wurmser (1724.–1797.)
- Gideon Ernst barun von Laudon (1717.–1790.)
- Franz Moritz grof von Lacy (1725.–1801.)
- Charles Joseph de Croix, grof de Clerfait (1733.–1798.)
- Paul barun Kray von Krajowa (1735.–1804.)
- princ Friedrich Josias von Sachsen-Coburg-Saalfeld (1737.–1815.)
- Hieronymus von Colloredo-Mansfeld (1775.–1822.)
- Johann Joseph knez von Liechtenstein (1760.–1836.)
- Andreas Hofer (1767.–1810.)
- Vinzenz Ferrerius Friedrich barun von Bianchi (1768.–1855.)
- nadvojvoda Karlo Austrijsko-Tešinski (1771.–1847.)
- Karl Philipp knez zu Schwarzenberg (1771.–1820.)
- Josef Wenzel grof Radetzky von Radetz (1766.–1858.)
- Julius Freiherr von Haynau (1786.–1853.)
- Alfred knez zu Windisch-Grätz (1787.–1862.)
- Josip grof Jelačić Bužimski (1801.–1859.)

- Nikola Šubić Zrinski

## Vanjske poveznice
- Webstranica muzeja